# Лисицын, Николай Васильевич (учёный)
Николай Васильевич Лисицын (род. 23 октября 1954) — советский и российский учёный, ректор Санкт-Петербургского государственного технологического института (2010—2015), профессор, доктор технических наук. Мастер спорта СССР.

## Биография
Закончил в 1978 году Ленинградский технологический институт (ЛТИ) по специальности — механическое оборудование предприятий строительных материалов, изделий и конструкций. Кафедра автоматизации процессов химических производств.
Выступал за волейбольный клуб «Автомобилист» Ленинград (1971—1974). Бронзовый призёр чемпионата СССР (1972—1974). Победитель молодежного первенства Европы (1973).
В 1984 году защитил кандидатскую диссертацию на тему: «Система управления промотированием катализатора установки каталитического риформинга».
В 1991 году основал ООО «Наука», занимающуюся IT-консалтингом, разработкой программного обеспечения, системной интеграции, энерго- и ресурсосбережением, управлением проектами.
В 2003 году защитил докторскую диссертацию на тему: «Методология оптимизации интегрированных нефтеперерабатывающих производственных систем».
В 2004 году основал кафедру Ресурсосберегающих Технологий, став её заведующим.
В 2009 году стал проректором по информационным технологиям Санкт-Петербургского государственного технологического института (технического университета).
В 2010 году стал ректором Санкт-Петербургского государственного технологического института (технический университет). 28 апреля 2015 года на очередных выборах ректора Санкт-Петербургского государственного технологического института уступил должность ректора А. П. Шевчику.
В 2014 году Лисицын стал лауреатом премии Правительства Санкт-Петербурга за выдающиеся достижения в области высшего и среднего профессионального образования в области интеграции образования, науки и промышленности.

## Публикации
Н. В. Лисицын является автором более 140 научных и научно-методических работ. Среди них опубликовано 30 учебно-методических пособий и зарегистрировано 20 авторских свидетельств и патентов, большая часть из которых была внедрена на различных предприятиях отрасли.
В качестве основных публикаций Н. В. Лисицына можно выделить:
- «Оптимизация нефтеперерабатывающего производства» СПб, ХИМИЗДАТ, 2003 г.;
- «Оптимизация процессов разделения-смешения» ТОХТ, 2003 г.
- «Синтез и оптимизация систем теплообмена» Химическая промышленность, т. 80, ¦ 1, 2003 г.
- «Методология оптимизации интегрированных нефтеперерабатывающих производственных систем» Химическая промышленность, т. 82, ¦ 3, 2003 г.
- «Расчет материального баланса нефтеперерабатывающего предприятия» Известия ВУЗов. Химия и химическая технология, том 46, вып. 2, 2003 г.